# Rob Penders
Rob Penders (Zaandam, 31 december 1975) is een Nederlands voormalig verdediger in het betaald voetbal en huidig voetbaltrainer. Hij speelde voor RBC Roosendaal en NAC Breda. In 2021 werd hij aangesteld als trainer van FC Eindhoven. In 2023 tekende hij een contract voor drie seizoenen als assistent-trainer bij FC Utrecht. In september 2023 werd Penders aangesteld als interim-hoofdtrainer van FC Utrecht na het ontslag van Michael Silberbauer.

## Biografie
Penders speelde in zijn jeugd voor de amateurclubs EMK (Nuenen) en Alliance (Roosendaal). Zijn carrière als professioneel voetballer begon hij in de eerste divisie bij RBC. Op 15 oktober 1994 maakte hij op 18-jarige leeftijd zijn debuut in het eerste elftal in de met 3-0 verloren wedstrijd tegen De Graafschap. Hij viel in voor Sjoerd Conrad in de 73e minuut. Dat seizoen zou dit zijn enige wedstrijd in het hoofdelftal zijn.
In het seizoen 1995/1996 kwam hij zeven keer aan spelen toe. Vanaf het seizoen 1996/1997 ontwikkelde de verdediger zich door en werd hij een vaste kracht in het elftal. In zijn zesde seizoen (1999/2000) als speler van RBC werd hij tijdens de winterstop gekocht door streekrivaal NAC. Ook daar wist hij vrij snel een basisplaats te veroveren.
Aan het einde van het seizoen werd NAC kampioen van de eerste divisie en promoveerde het naar de eredivisie. Sindsdien heeft Penders met NAC onder meer twee wedstrijden in de UEFA Cup gespeeld (tegen Newcastle United, beide wedstrijden verloren met respectievelijk 5-0 en 1-0) en wist de ploeg in het seizoen 2004/2005 de halve finale van de KNVB Beker te halen.
In juni 2011 zou Penders voor RBC Roosendaal gaan spelen dat een doorstart zou maken in de Hoofdklasse. Toen die club echter definitief failliet ging, werd Penders speler van het eerste zaterdag-team van RKVV DIA in de vierde klasse waar meer oud-spelers van NAC actief zijn.
Hij werd jeugdtrainer bij NAC en won in het seizoen 2013/14 met de C1 de dubbel. In 2014 werd hij trainer van de A1 en assistent bij de beloften van NAC Breda. In oktober 2014 werd hij ad interim aangesteld als assistent-trainer van Eric Hellemons bij NAC Breda na het ontslag van Nebojša Gudelj. In november werd dat een vaste aanstelling voor het seizoen 2014/15. Op 22 maart 2019 werd Penders door interim directeur Nicole Edelenbos ontslagen als assistent trainer na het vertrek van hoofdtrainer Mitchell van der Gaag.
Op 5 juni 2019 werd Rob Penders aangesteld tot trainer van ADO Den Haag U19 voor het aankomende seizoen. In het najaar van 2020 ging Penders aan de slag bij RBC om een technisch beleid op te stellen dat de voormalige profclub weer omhoog moet brengen. Op 25 februari 2021 werd bekend dat Penders terug zou keren bij NAC Breda als trainer van Onder 21.

## Loopbaan
| seizoen | club           | wedstrijden | doelpunten | competitie     |
| ------- | -------------- | ----------- | ---------- | -------------- |
| 1994/95 | RBC            | 1           | 0          | eerste divisie |
| 1995/96 | RBC            | 7           | 0          | eerste divisie |
| 1996/97 | RBC            | 25          | 0          | eerste divisie |
| 1997/98 | RBC            | 33          | 4          | eerste divisie |
| 1998/99 | RBC            | 31          | 6          | eerste divisie |
| 1999/00 | RBC Roosendaal | 17          | 3          | eerste divisie |
| 1999/00 | NAC            | 14          | 0          | eerste divisie |
| 2000/01 | NAC            | 31          | 6          | eredivisie     |
| 2001/02 | NAC            | 30          | 0          | eredivisie     |
| 2002/03 | NAC            | 28          | 3          | eredivisie     |
| 2003/04 | NAC Breda      | 25          | 2          | eredivisie     |
| 2004/05 | NAC Breda      | 27          | 1          | eredivisie     |
| 2005/06 | NAC Breda      | 4           | 1          | eredivisie     |
| 2006/07 | NAC Breda      | 25          | 1          | eredivisie     |
| 2007/08 | NAC Breda      | 27          | 2          | eredivisie     |
| 2008/09 | NAC Breda      | 25          | 2          | eredivisie     |
| 2009/10 | NAC Breda      | 23          | 0          | eredivisie     |
| 2010/11 | NAC Breda      | 25          | 1          | eredivisie     |